# Italiens Grand Prix 1953

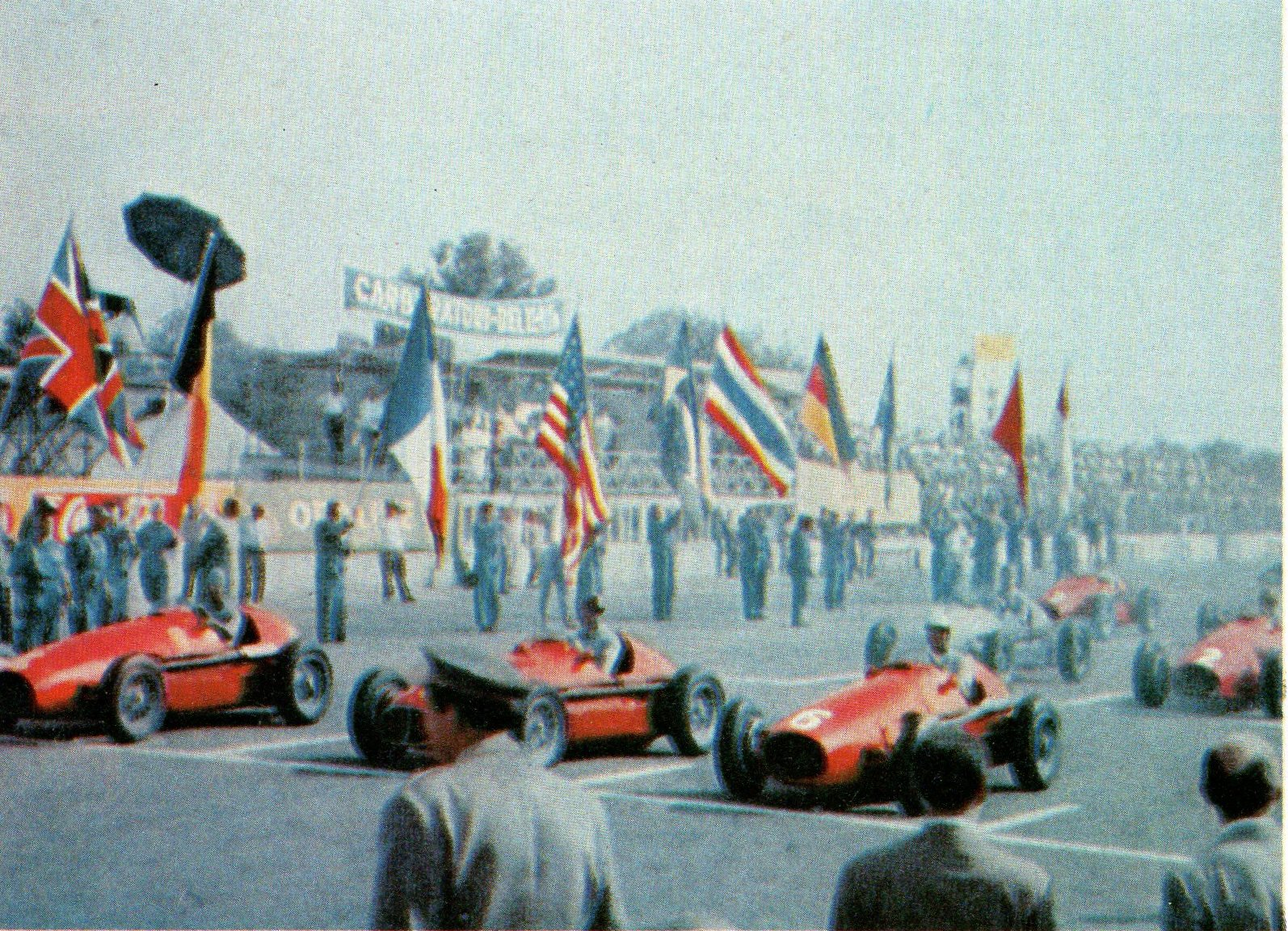
Startfältet

Italiens Grand Prix 1953 var det sista av nio lopp ingående i formel 1-VM 1953.  

## Resultat
- 1 Juan Manuel Fangio, Maserati, 8+1 poäng
- 2 Nino Farina, Ferrari, 6
- 3 Luigi Villoresi, Ferrari, 4
- 4 Mike Hawthorn, Ferrari, 3
- 5 Maurice Trintignant, Gordini, 2
- 6 Roberto Mières, Gordini
- 7 Sergio Mantovani, Maserati[5]
- = Luigi Musso, Maserati[5]
- 8 Umberto Maglioli, Ferrari
- 9 Harry Schell, Gordini
- 10 Louis Chiron, Louis Chiron (Osca)
- 11 Prince Bira, Milano (Maserati)
- 12 Alan Brown, Equipe Anglaise (Cooper-Bristol)
- 13 Stirling Moss, Cooper-Alta
- 14 Hans Stuck, Hans Stuck (AFM-Bristol)
- 15 Yves Giraud-Cabantous, HMW-Alta
- 16 Louis Rosier, Ecurie Rosier (Ferrari)

### Förare som bröt loppet
- Alberto Ascari, Ferrari (varv 79, olycka)
- Felice Bonetto, Maserati (77, bränslebrist)
- Onofre Marimón, Maserati (75, olycka)
- Emmanuel de Graffenried, Emmanuel de Graffenried (Maserati) (70, motor)
- Jack Fairman, Connaught-Francis (61, för få varv)
- Ken Wharton, Ken Wharton (Cooper-Bristol) (57, för få varv)
- Kenneth McAlpine, Connaught-Francis (56, för få varv)
- Piero Carini, Ferrari (40, motor)
- Roy Salvadori, Connaught-Francis (33, gasspjäll)
- Chico Landi, Milano (Maserati) (18, motor)
- Élie Bayol, Osca (17, motor)
- John Fitch, HMW-Alta (14, motor)
- Johnny Claes, Ecurie Belge (Connaught-Francis) (7, bränslesystem)
- Lance Macklin, HMW-Alta (6, motor)